# Micro-région d'Aszód
La micro-région d'Aszód (en hongrois : aszódi kistérség) est une micro-région statistique hongroise rassemblant plusieurs localités autour d'Aszód.